# رولاند لوفيفر
رولاند لوفيفر (بالفرنسية: Roland Lefèvre)‏ (28 أكتوبر 1914 باريس فرنسا - 1 فبراير 1965) هو لاعب كرة قدم فرنسي سابق كان يلعب كلاعب وسط.

## وصلات خارجية
- رولاند لوفيفر على موقع قاعدة بيانات كرة القدم.إي يو (الإنجليزية)